# Zwanenburgbaan

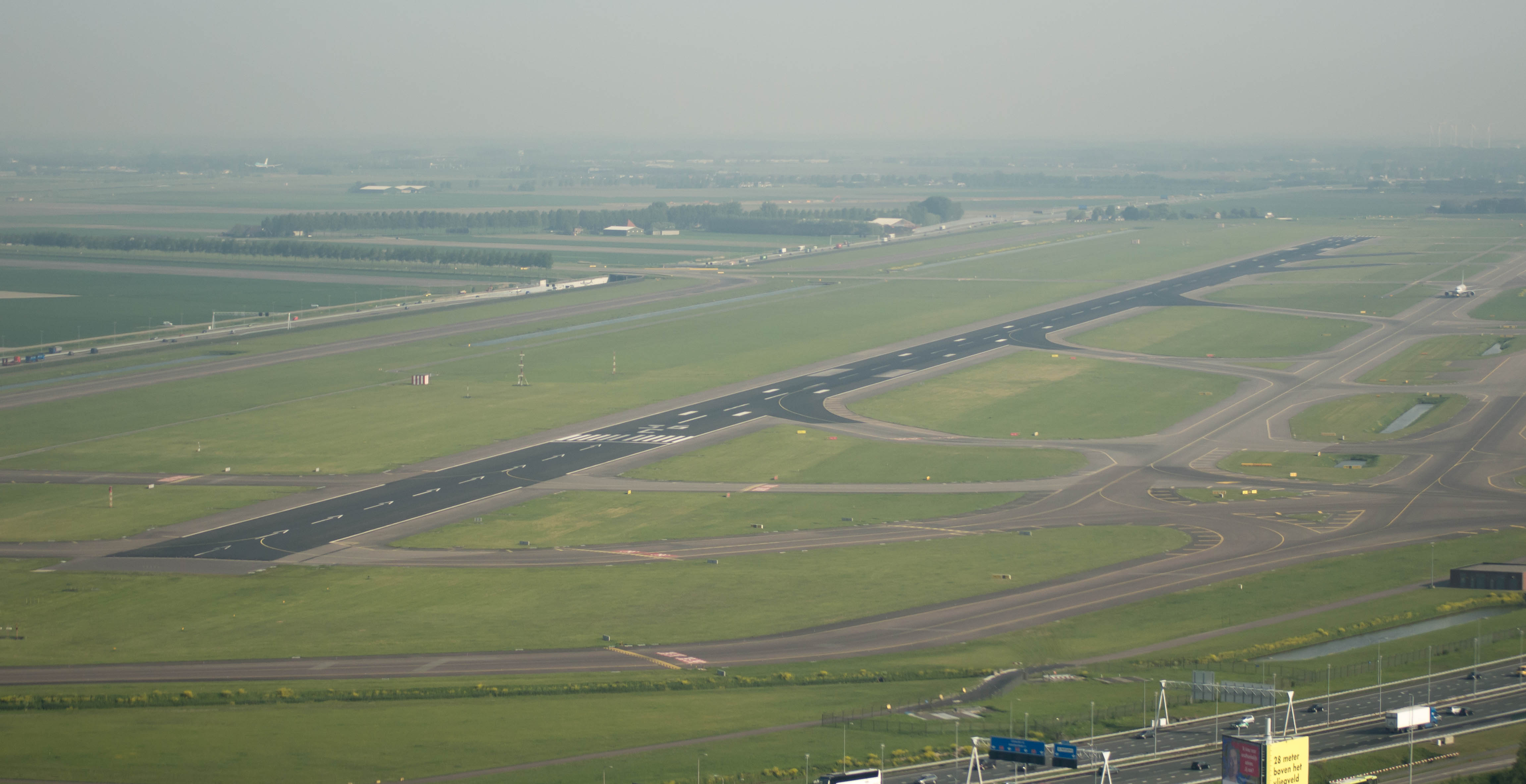
Luchtfoto uit 2014

De Zwanenburgbaan (18C - 36C, voorheen 19R - 01L), ook wel Vierde baan genoemd, is een start- en landingsbaan van luchthaven Schiphol. Hij ligt ten oosten van de Polderbaan, parallel aan de Rijksweg 5. De baan is 3300 meter lang en is hiermee op de Oostbaan na de kortste baan van Schiphol. De Schipholspoortunnel ligt net ten zuiden van deze baan.
De baan wordt voornamelijk van en naar het noorden gebruikt. Het is sinds 20 februari 2003 tussen 23.00 en 06.00 uur geen primaire baan meer. Alleen als de Polderbaan en de Kaagbaan beide niet beschikbaar zijn mag de baan 's nachts worden gebruikt. Sinds 2015 is de Zwanenburgbaan in het geheel een secundaire baan. 

## Geluidsoverlast
De Zwanenburgbaan is genoemd naar het dorp Zwanenburg dat ten noorden van de baan onder de uitvliegroute ligt en al jaren geluidshinder ondervindt. In de jaren zeventig en tachtig werd door een deel van de bevolking actie tegen Schiphol gevoerd via de actiegroep De lastige Zwanenburger.
Door gebruik van de Polderbaan zou de hoeveelheid vliegverkeer via de Zwanenburgbaan met 2⁄3 worden teruggebracht. In de praktijk bleek het niet mogelijk gelijktijdig van zowel de Polderbaan als de Zwanenburgbaan te starten, en als gevolg van een rekenfout met betrekking tot de geluidsnorm bleek de capaciteit van de Polderbaan ontoereikend. Hierdoor nam na openstelling van de Polderbaan in 2003 de hoeveelheid verkeer op de Zwanenburgbaan slechts met een derde af. De gewijzigde uitvliegroutes veroorzaken bovendien nieuwe overlast.

## Bijzondere gebeurtenissen
- Op 14 september 1986 stortte bij het aanvliegen van deze baan een driemotorige Britten-Norman Trislander na een mislukte nadering in het veld, waarbij één dode te betreuren was.[2]
- Op 24 december 1997, toen de PH-TKC (een Boeing B757-200 van Transavia) na een vlucht uit Las Palmas wilde landen op de Zwanenburgbaan, bezweek de neuswielconstructie en kwam het vliegtuig na een lange uitloop rechts naast de baan in het gras tot stilstand. Vier passagiers raakten bij het verlaten van het vliegtuig lichtgewond. Het vliegtuig raakte zwaar beschadigd. Bij het onderzoek door de Raad voor de Transportveiligheid werd geconcludeerd dat bij de hier opgetreden kracht van de (zij)wind, beter uitgeweken had kunnen worden naar een ander vliegveld met een baan met dezelfde richting als baan 24 op Schiphol. In dit geval zou dat Rotterdam of Brussel betekend hebben.
- Op 26 december 2007 landde om 18.59 uur de Antonov An-225 op de Zwanenburgbaan. De Antonov An-225 is het grootste vliegtuig ter wereld. Veel vliegtuigspotters kwamen op het vliegtuig af.
- Op 10 februari 2010 steeg een Boeing 737-306 van KLM op van een taxibaan, die parallel aan de baan ligt, in plaats van de startbaan te gebruiken. De piloten werden geschorst en de Onderzoeksraad voor Veiligheid stelde een onderzoek in.[3]
- Op 1 augustus 2012 landde rond 13.00 uur een Airbus A380, het grootste passagiersvliegtuig ter wereld, van luchtvaartmaatschappij Emirates op de Zwanenburgbaan. Het toestel kreeg een welkomstsaluut van de brandweer en de twee Nederlandse piloten lieten de Nederlandse vlag uit het raam wapperen.

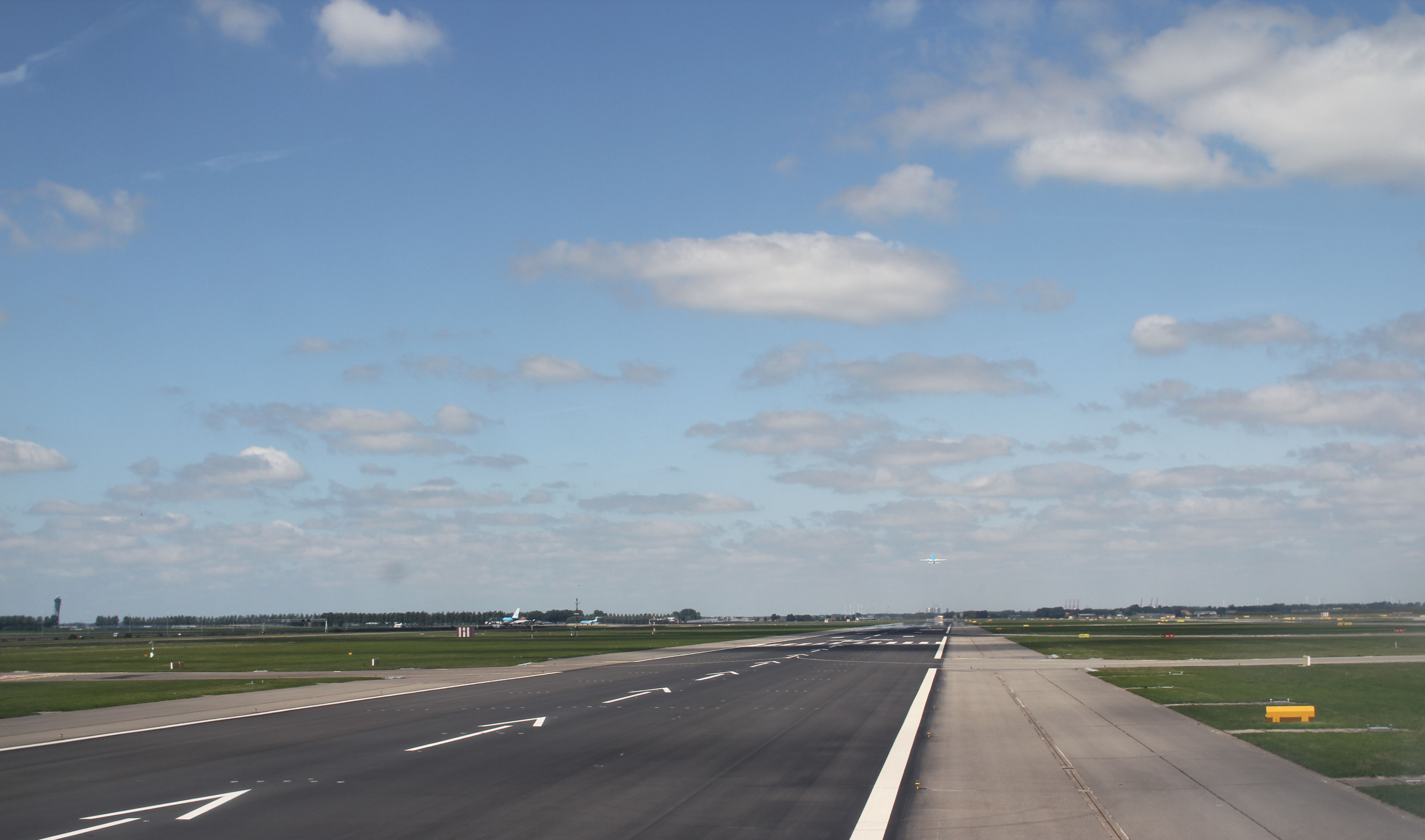
De Zwanenburgbaan gezien naar het noordwesten, met in de verte de silo's van de voormalige suikerfabriek in Halfweg

Polderbaan · Aalsmeerbaan · Zwanenburgbaan · Buitenveldertbaan · Kaagbaan · Oostbaan